# Linanthus orcuttii
Linanthus orcuttii är en blågullsväxtart som först beskrevs av Charles Christopher Parry och Gray, och fick sitt nu gällande namn av Jepson. Linanthus orcuttii ingår i släktet Linanthus och familjen blågullsväxter. Inga underarter finns listade i Catalogue of Life.